# خرچنگ‌های سامورایی
خرچنگ‌های سامورایی (نام علمی: Heikeopsis) نام یک سرده از فروراسته خرچنگ است.